# ダヌ (アスラ)
ダヌ（ダーヌとも。梵: दनु, Danu）は、インド神話に登場する女性である。

## 解説
ダヌはダクシャの娘の1人で、カシュヤパ仙との間にアスラ族の1派、ダーナヴァを生んだとされる。ダーナヴァとは「ダヌの子供たち」を意味し、ダナはダーナヴァ族すべての母的存在であるといえる。彼女の名前はすでに『リグ・ヴェーダ』I.32.9 で言及されており、ダヌは「ヴリトラの母」と呼ばれ、さらにインドラ神はダヌをも攻撃したと述べている。後世の伝承ではヴリトラはカシュヤパ仙が自ら生み出したとされる。『バーガヴァタ・プラーナ』はダヌは61人のダーナヴァを生んだとしている。
ダヌの名の意味は「雨」または「滴」である。ネパールにはダヌ川という名前の川がある。

### 原典資料
- 『バーガヴァタ・プラーナ 全訳』 中、美莉亜訳、星雲社・ブイツーソリューション、2007年12月。ISBN 978-4-434-11197-6。
- ヴァールミーキ『ラーマーヤナ』阿部知二訳、河出書房〈世界文学全集 第3集 第2〉、1966年1月。全国書誌番号:55001576、NCID BN07305737。
- 『リグ・ヴェーダ讃歌』辻直四郎訳、岩波書店〈岩波文庫〉、1978年。ISBN 978-4-00-320601-0。

### 二次資料
- 菅沼晃編 編『インド神話伝説辞典』東京堂出版 1985-03。ISBN 978-4-490-10191-1。 ※特に注記がなければページ番号は本文以降

※以下は翻訳元の英語版記事での参考文献である。
- Kinsley, David著、" Hindu Goddesses -Visions of the Divine Feminine in the Hindu Religious Tradition"、Delhi Motilal Banarsidass社、(1987, reprint 2005).